# Jaguar XJR-14
Chronologie des modèles
Jaguar XJR-12 Aucun
La Jaguar XJR-14 est un sport-prototype de compétition de la génération dite des « Sports 3.5L ». Elle a remporté le championnat du monde des voitures de sport de la FIA en 1991 et fut vice-championne du championnat américain IMSA en 1992.

## Histoire

### Genèse
Après deux saisons, 1989 et 1990, où Jaguar subit la domination des Sauber-Mercedes, TWR profite du changement de réglementation du championnat du monde des voitures de sport pour construire une nouvelle voiture. Tom Walkinshaw confie ce projet à l'ingénieur britannique Ross Brawn. Propulsée par un moteur V8 Ford-Cosworth HB utilisé par Benetton en Formule 1 en 1990, la voiture possède un châssis en carbone-kevlar dernier cri. La dénomination de la voiture suit la séquence habituelle des voitures de courses Jaguar-TWR, XJR- accolé au numéro non encore attribué à savoir 14 (bien qu'il fût envisagé de lui attribuer la dénomination XJR-15). La dénomination XJR-13 ne fut pas retenue car contenant le chiffre 13 portant malheur en sport automobile.
Avec la XJR-14, Ross Brawn dira qu'il a pour la première fois fait une interprétation extrême du règlement technique. Le règlement interdisant les « queues longues » (Long Tail), Brawn attache un énorme aileron arrière bi-plan dont la partie centrale prolonge astucieusement le capot moteur. Ainsi, la trainée aérodynamique est améliorée. La XJR-14 ne possède pas de portière : seules les vitres du cockpit sont amovibles.

### Championne du monde 1991
La Jaguar XJR-14 se révèle immédiatement comme l'épouvantail du championnat 1991. Malgré un double abandon à Suzuka, les XJR-14 (châssis 591 et 691) de Teo Fabi-Derek Warwick-Martin Brundle surclassent leurs adversaires à Monza et à Silverstone, allant jusqu'à distancer de quatre secondes pleines les Peugeot 905 en essais.
Appartenant à cette génération de prototypes assimilés à des « F1 déguisées », les XJR-14 ne peuvent participer aux 24 Heures du Mans 1991, leur moteur ne pouvant disputer une course aussi longue. Elles laissent place à cette occasion aux vieillissantes Jaguar XJR-12. Seul le pilote britannique Andy Wallace aura l'autorisation de Tom Walkinshaw de réaliser quelques tours durant les essais.
Le championnat du monde des voitures de sport 1991 reprend alors ses droits au mois d'août au Nürburgring. TWR y amène un tout nouveau châssis, le XJR-14/791 avec lequel le duo Warwick-David Brabham apporte sa troisième victoire de la saison à Jaguar. Mais le manque de moyens financiers commence à se faire sentir, les XJR-14 sont moins dominatrices, faute d'essais de développement. Peugeot aligne sa nouvelle 905 Evo 1bis qui remporte les courses de Magny-Cours et à Mexico. Lors de cette dernière, Jaguar n'avait pas emmené avec eux de voiture de réserve, ce qui montre l'ampleur des restrictions budgétaires en fin de saison. Après une fuite d'huile sur le moteur de la XJR-14/691 au warm-up et en l'absence de mulet, le leader du championnat Teo Fabi ne put même pas défendre ses chances.
Jaguar finit plus brillamment sa saison à Autopolis. Pour fêter son titre pilote, qui s'ajoute à celui des constructeurs, Teo Fabi signe la pole position sur le nouveau tracé japonais. Les deux XJR-14 finissent la course sur le podium aux seconde et troisième positions, laissant la victoire au duo Michael Schumacher-Karl Wendlinger sur Sauber C291-Mercedes.
Les Jaguar XJR-14 ne repartent pas immédiatement vers l'Europe. Elles participent, une semaine après, à la manche de clôture du championnat du Japon de sport-prototypes à Sugo. Cette pige commerciale est couronnée de succès puisque Fabi et Brabham enchaînent pole et victoire. Cette course était disputée sur 500 miles (soit près de 800 kilomètres), la XJR-14 avait donc la fiabilité pour des courses d'endurance et non pas seulement des sprints de 430 ou 500 km.

### Championnat IMSA GTP 1992
1992 constitue la fin de l'aventure en livrée violette Silk Cut pour les XJR-14. Jaguar retire ses voitures du championnat du monde. Mais les XJR-14 ne restent pas au garage bien longtemps : par la volonté de Ford, TWR-Jaguar continue son engagement aux États-Unis en championnat IMSA GT. Les Jaguar américaines courent sous les couleurs de la bière Budweiser Light. Davy Jones est le pilote phare de Jaguar aux États-Unis. Après avoir utilisé une XJR-16 (châssis dérivé de la XJR-12, adapté aux circuits américains) à Daytona et à Sebring, Jones se voit confier le châssis XJR-14/791 à Miami. Cette association fait rapidement merveille, Jones enchaînant trois poles et remportant la victoire à Road Atlanta.
Jaguar connaît toutefois de graves problèmes de jantes. Certes les circuits américains sont beaucoup plus bosselés et moins bien entretenus qu'en Europe ou au Japon, mais c'est surtout le lest imposé par l'IMSA à la XJR-14 qui modifie énormément la charge aérodynamique totale reposant sur les roues. La XJR-14 étant prévue pour le championnat du monde (dont le règlement ne prévoit pas de lest), Jaguar n'avait fait aucun calcul en ce sens. L'IMSA avait lesté la XJR-14 devant sa vélocité incroyable et la peur qu'elle domine largement ses concurrents, pourtant équipés de turbo.
Davy Jones connaît un premier gros crash à Lime Rock et son châssis 791 est irréparable. Avec le châssis 691, Jones signe deux poles et une victoire à Mid-Ohio. De nouveau accidenté durant le warm-up à Road America avec le châssis 591, il termine vice-champion derrière la Toyota Eagle de l'écurie de Dan Gurney.

### La Mazda MX-R01
Après sa victoire au Mans en 1991, Mazda voulait défendre son titre mais le nouveau règlement lui interdit d'engager son moteur rotatif et la Mazda 787B était vieillissante. Jaguar s'étant retiré du championnat du monde, TWR vend cinq exemplaires de son châssis à Mazda. Rebaptisée « MX-R01 » et dotée d'un moteur Judd V10 rebadgé, cette Mazda est alignée au Japon et au championnat du monde avec pour meilleur résultat une seconde place à Silverstone pour le duo Johnny Herbert-Maurizio Sandro Sala.
Engagé par Oreca-Mazdaspeed au Mans, le trio vainqueur en 1991 réussit une belle course, menant la première heure sous la pluie pour finalement décrocher la quatrième place finale.

### Renaissance en Porsche WSC-95
L'histoire du châssis XJR-14 ne se termine toujours pas car, sur les trois châssis XJR-14 encore roulants, le XJR-14/691 avec lequel Téo Fabi a été champion et a remporté Silverstone SWC et Sugo en JSPC, est racheté par Porsche. L'équipe de Tom Walkinshaw, sous la direction de Tony Dowe, le transforme avant noël 1994 en barquette WSC-95 pour disputer les 24 Heures de Daytona. Les responsables de l'IMSA voient d'un mauvais œil l'arrivée d'un grand constructeur qui pourrait surclasser la concurrence et dissuader des concurrents privés de s'engager. À cette période, les formules monoplaces dominent le sport automobile mondial et les championnats d'endurance se remettent très lentement de la disparition du championnat du monde fin 1992. L'IMSA décide de changer son règlement en augmentant les brides moteur. Porsche n'accepte pas cet état de fait et retire son projet WSC-95 avant Daytona.
Finalement, le Joest Racing reprend le projet un an plus tard : un nouveau châssis WSC-95/002 signe la pole des 24 Heures du Mans 1996 et l'ancienne XJR-14/691, devenue WSC-95/001, remporte l'épreuve à deux reprises en 1996 et 1997.

### Les châssis XJR-14 aujourd'hui
L'ancienne XJR-14/691, devenue « WSC-95/001 », se trouve aujourd'hui dans le musée personnel du pilote allemand Reinhold Joest. Cette coque a un palmarès exceptionnel : victoire en championnat du monde à Silverstone, en JSPC à Sugo et en IMSA à Mid-Ohio. Puis deux victoires aux 24 Heures du Mans et une victoire en ISRS à Donington. Quant aux deux autres châssis, ils ont longtemps été entreposés chez TWR puis restaurés en 2003 lors de la liquidation de TWR.
Le châssis 591, accidenté à Road America-Elkhart Lake, a été restauré une première fois en 2003 et décoré en livrée Monza 1991. Mais la coque carbone n'était pas utilisable en compétition car en 1992 le TWR n'avait pas effectué la restauration optimum. En 2012, le Chamberlain Synergie entreprend la restauration complète de la coque carbone sur la zone accidentée et réalise des tests de résistance. Pour valider leur travail, Nicolas Minassian prend son volant à Silverstone en 2013 lors d'une course de Groupe C Racing, et remporte la victoire. Elle a alors réalisé des temps assez similaires aux Audi et Toyota du WEC. Le 591 est ensuite vendu à Christophe d'Ansembourg qui s'engage avec le MecAuto et remporte lui aussi plusieurs courses (2015-2016).
Le châssis 791, très sévèrement endommagé à l'avant gauche à Lime Rock et longtemps entreposé sous une bâche à l'usine TWR de Valparaiso dans l'Indiana, paraissait irréparable. La coque carbone est cependant reconstituée par Retract Composite sur sa partie endommagée afin de permettre au Lanzante Motorsport de remonter entièrement ce châssis et d'ainsi éviter la disparition d'un châssis comptant deux victoires. La XJR-14/791 est donc complète mais ne peut pas rouler en piste à des vitesses de compétition. Elle se trouve depuis plusieurs années en Angleterre.
Enfin, un quatrième châssis existe. Une nouvelle coque carbone a été faite en 2003 chez Astec, le sous-traitant d'origine, au moment de la liquidation de TWR. Cette voiture était présente à Goodwood pour le « Festival of Speed » au mois de juillet 2010 avec une plaque de châssis indiquant « X91, August 1991 ». Ce châssis est en Angleterre et est en parfait état de marche. Cependant il n'a pas de palmarès de course.

## Palmarès
- WSC : 430 km de Monza 1991 (châssis 591) ;
- WSC : 430 km de Silverstone 1991 (châssis 691) ;
- WSC : 430 km du Nürburgring 1991 (châssis 791) ;
- JSPC : 800 km de Sugo 1991 (châssis 691) ;
- IMSA : Grand Prix de Road Atlanta 1992 (châssis 791) ;
- IMSA : Grand Prix de Mid-Ohio 1992 (châssis 691).